# 浆半月
浆半月（Serous demilunes）是一些唾液腺中由浆液细胞构成的半月形的细胞结构。
这些浆液细胞分泌的蛋白质包含溶菌酶，有降解细菌细胞壁的作用。

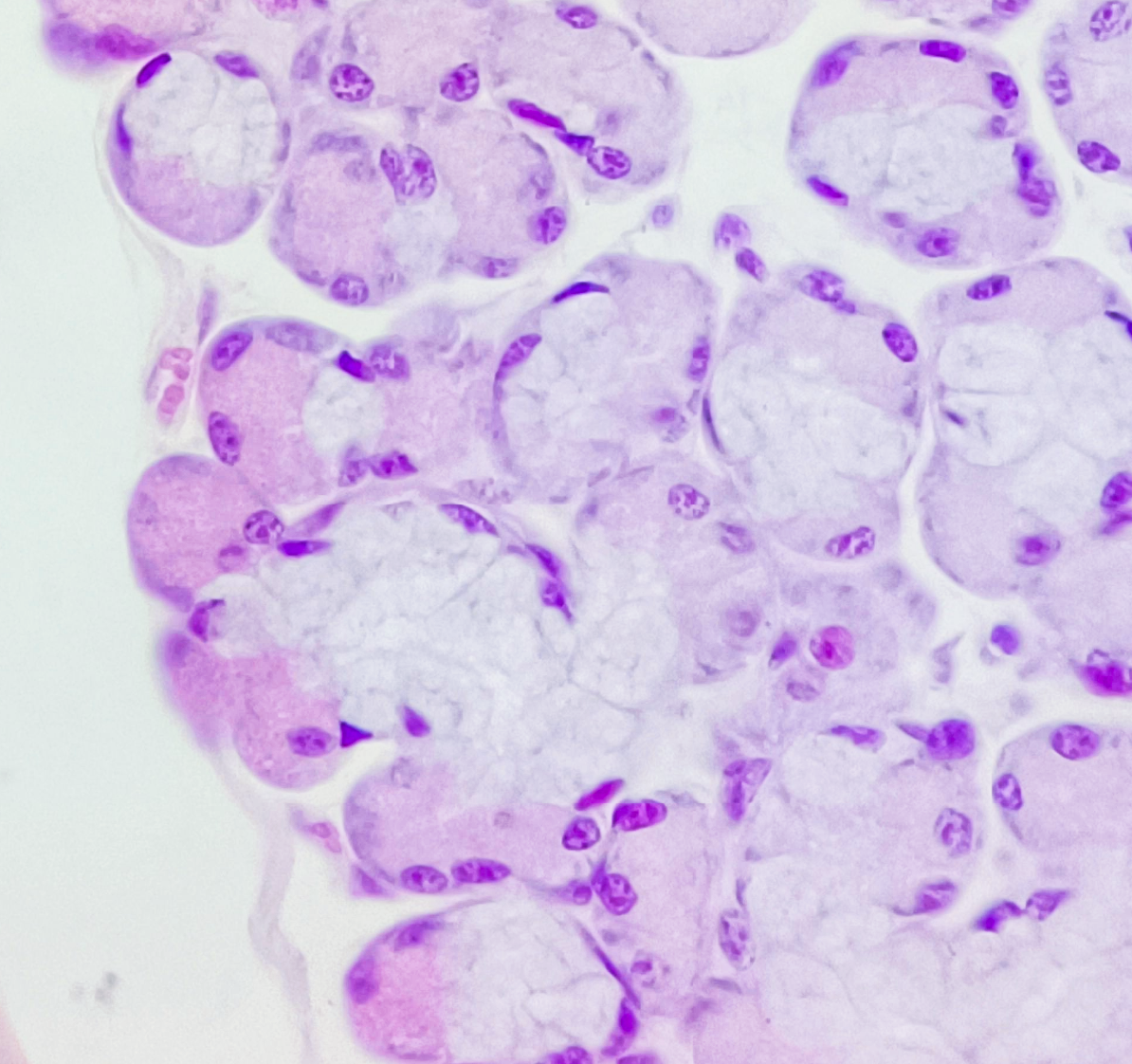
下颌下腺切片。H&E染色，左侧胞质红染的结构为浆半月。

浆半月是传统样品制备方法的产物。传统上，样品被固定保存在甲醛中。若使用液氮快速冷冻样品，之后在丙酮中使用四氧化锇固定，切片后，并不能观察到半月形的结构。这是因为传统制剂在固定过程中会使浆液细胞膨胀，从而导致浆液细胞从排列中被挤出，被挤出后的浆液细胞呈现常见的半月形，“浆半月”因此得名。
具有浆半月结构的腺体会同时产生浆液和粘液，故该腺体被归类为混合腺。